# 가슈인 타츠야
가슈인 타츠야(일본어: 我修院 達也, 1950년 12월 10일~)는 일본의 가수, 배우, 성우이다. 갈매기 눈썹이 하나로 모인 것이 특징이다. 센과 치히로의 행방불명에서는 가오나시한테 잡아먹히는 개구리 목소리를 연기했고 하울의 움직이는 성에서는 켈시퍼 역할을 맡았다.

## 출연작

### 영화
| 연도   | 제목                      | 역할                 |
| ------ | ------------------------- | -------------------- |
| 2000년 | 파티 7                    | 주연                 |
| 2002년 | 센과 치히로의 행방불명    | 아오가에루 목소리 역 |
| 2002년 | 아이키                    | 단역                 |
| 2004년 | 하울의 움직이는 성        | 켈시퍼 목소리 역     |
| 2006년 | 녹차의 맛                 | 토도로키 아키라 역   |
| 2007년 | 달려!                     | 조연                 |
| 2011년 | 레드라인                  | 조연                 |
| 2013년 | 시체 전문 처리반-스머글러 | 조연                 |
| 2015년 | 호비와 엄마나무섬의 비밀  | 주연                 |

### 방송
| 연도   | 제목                          |
| ------ | ----------------------------- |
| 2003년 | 비기너                        |
| 2005년 | 꽃보다 남자                   |
| 2009년 | 가면라이더 W                  |
| 2010년 | 인디고의 밤                   |
| 2011년 | 수수께끼 풀이는 저녁식사 후에 |
| 2018년 | 호곡의 카타스트로프           |